# Grône
Grône es una comuna suiza situada en el distrito de Sierre, en el cantón del Valais. Tiene una población estimada, a fines de 2021, de 2513 habitantes.
Limita al norte con la comuna de Sierre, al este con Chalais, al sureste con Anniviers, al sur y suroeste con Mont-Noble, al oeste con Sion, y al noroeste con Saint-Léonard.

## Historia
La localidad se menciona por primera vez alrededor de 1001-1100 como "in Gruona". El municipio era conocido anteriormente por su nombre alemán Grün. Sin embargo, ese nombre ya no se utiliza actualmente.

## Geografía
El 19,3% de la superficie comunal se utiliza para fines agrícolas; el 64,1% está cubierta de bosques y áreas verdes; en el 7,8% hay viviendas, edificaciones y caminos; el 0,6% corresponde a ríos y lagos, y el 8,0% es tierra improductiva sin uso.

## Demografía
En 2008, el 16,4% de la población residente eran extranjeros. Desde 2000 al 2010 la población cambió a un ritmo del 14,6%. Ha cambiado a una tasa del 13,9% debido a la migración y a una tasa del 1,6% debido a los nacimientos y las muertes.
El 92,2% de la población habla francés como su primer idioma. El alemán es el segundo más común (2,9%) y el portugués es el tercero (2,2%). Hay 26 personas que hablan italiano y 1 persona que habla romanche.
En 2008, la población de hombres era de 49,4% y 50,6% mujeres. La población está conformada por 895 hombres suizos (40,9%) y 185 (8,5%) hombres no suizos. Había 923 mujeres suizos (42,2%) y 184 (8,4%) las mujeres no suizas. De la población en el municipio, 860 o aproximadamente el 46,1% nacieron en Grône y vivían allí en 2000. Había 543 o el 29,1% que han nacido en el mismo cantón, mientras que 189 personas (10,1%) nacieron en otro lugar del país, y 221 personas(11.8%) nacieron fuera de Suiza.
A partir de 2000 , los niños y adolescentes (0-19 años) representan el 25,1% de la población, mientras que los adultos (20-64 años) representan el 59,4% y el de la tercera edad (mayores de 64 años) representan el 15,4%. 
En el año 2000 había 736 personas que eran solteras, 956 personas casadas, 94 viudos y 80 divorciados, también habían 744 casas privadas con un promedio de 2,5 personas por hogar. Había 198 casas en las que vive una persona y 52 casas con cinco o más personas. Un total de 727 apartamentos ocupados permanentemente (67,9% del total), mientras que 290 apartamentos (27,1%) ocupados por temporadas y 53 apartamentos vacíos (5,0%). En 2009, la tasa de construcción de nuevas unidades de vivienda fue de 12.3 unidades nuevas por cada 1000 habitantes, y la tasa de desocupación para el municipio, en 2010, fue de 0,85%.
La población histórica se presenta en el cuadro siguiente:

## Economía
En el año 2010 Grône tenía una tasa de desempleo del 4,2%. En 2008, había 44 personas empleadas en el sector económico primario y aproximadamente 22 negocios implicados en este sector. 149 personas estaban empleadas en el sector secundario y había 21 negocios en este sector. 242 personas estaban empleadas en el sector terciario, con 54 negocios en este sector. Había 910 residentes del municipio que se emplearon en poco tiempo, de los cuales el 42.5% de la fuerza laboral fue por mujeres.
En 2008 el número total de trabajadores a tiempo completo fue de 343 personas. El número de empleos en el sector primario era 18, de los cuales estaban dedicados a la agricultura. El número de empleos en el sector secundario fue de 141 personas, de los cuales el 16,3% trabajaban en fábricas y el 79,4% en construcción, los empleos en el sector terciario fue de 184 personas. En el sector terciario el 18.5% trabajaba en ventas o reparación de vehículos de motor, el 17,4% trabajaba en movimiento y almacenaje de mercancías, 10,3% se encontraban empleados en hoteles o restaurantes, 2,2% en la industria de seguros o financiera, 2,2% (4 personas) son profesionales técnicos o científicos, y 49 personas (26,6%) se encontraba en la educación.
En 2000, había 176 trabajadores que viajaban a diario en la comuna, 699 trabajadores que viajaban a diario lejos del municipio. El 10,4% utiliza el transporte público para ir al trabajo, y el 74,4% usó un coche privado.

## Religión
En el censo del año 2000, 1.628 personas (87,2%) se declaraban católicos, mientras que 63 personas (3,4%) pertenecía a la Iglesia Reformada Suiza. Del resto de la población, había 7 miembros (0.38%) de la iglesia ortodoxa, había 1 persona que pertenecía a la Iglesia Católica Cristiana, y  12 individuos (aproximadamente el 0,64% de la población) quien perteneció a otra iglesia cristiana. Hubo 1 individuo que era judío, y 18 personas (0,96%) que eran islámica. Hubo 2 personas que eran budistas y 3 personas hindúes, 73 personas (aproximadamente el 3.91% de la población) no se declaraban pertenecer a ninguna iglesia o ser son agnósticos o ateos, 64 individuos (aproximadamente el 3,43% de la población) no quisieron contestar a la pregunta.

## Educación
En Grône unas 660 personas (35,4%) han completado la enseñanza secundaria no obligatoria, y 166 (8,9%) han completado la enseñanza superior adicional (Universidad o Fachhochschule). De los 166 individuos que completaron la educación terciaria, el 69,3% eran hombres suizos, el 25,3% eran mujeres suizas, 3,0% era hombres no suizos.
En el año 2000, había 290 estudiantes en Grône que provenían de otra localidad, mientras que 73 residentes asistían a escuelas fuera de la comuna. Grône cuenta con la Communale et Scolaire Bibliothèque (Biblioteca comunal y escolar). La biblioteca tiene desde 2008, 9.786 libros u otros medios de comunicación, el recinto se mantuvo abierto un total de 174 días, con promedio de 11 horas por semana durante ese año.